# 110-я стрелковая дивизия (3-го формирования)
110-я стрелковая Верхнеднепровская дивизия — воинское соединение Вооружённых Сил СССР в Великой Отечественной войне
Сокращённое наименование — 110 сд.

## Боевой путь
Дивизия формировалась на основании приказа 61-й армии № 066 от 24 апреля 1945 года на базе 105-й отдельной стрелковой бригады. Формирование производилось в период с 5 по 10 мая 1943 года, в районе Белёва в составе Брянского фронта. На пополнение дивизии была обращена 116-я отдельная морская стрелковая бригада и 830 человек прибывших из 215-го запасного армейского стрелкового полка. Из состава 116-й бригады был сформирован 1289-й стрелковый полк. Из 4-го отдельного стрелкового батальона 105-й бригады, 830 человек 215-го полка и оставшихся людей из 116-й бригады был сформирован 1291-й стрелковый полк. Из 1-го, 2-го и 3-го отдельных стрелковых батальонов 105-й бригады, продолжавших находиться на занимаемых рубежах, был сформирован 1287-й стрелковый полк. Из артиллерийских подразделений 105-й и 116-й бригад был сформирован 971-й артиллерийский полк.

## Участие в боевых действиях
Период вхождения в действующую армию: с 05.05.1943 по 09.05.1945 года.
В 1943 году принимала участие в Орловской стратегической наступательной операции. Форсировала реку Жиздра. В ходе Смоленской стратегической операции дошла до подступов к городу Жиздра. Затем принимала участие в Брянской наступательной операции, к 15.09.1943 года вышла к Десне и форсировала её.
26.09.1943 года одной из первых вступила на землю Белоруссии, участвовала в освобождении первого белорусского города Хотимск. Переправилась через реку Проня и захватила плацдарм на её правом берегу, где перешла к обороне.
В ноябре 1943 года приняла участие в Гомельско-Речицкой операции, в ходе её вышла к Днепру.
В 1944 году принимала участие в Белорусской стратегической наступательной операции (Могилёвской, Минской, Белостокской операциях, форсировании рек Березина, Неман)
В сентябре-октябре 1944 года в резерве фронта.
В 1945 году участвовала в Восточно-Прусской операции, взятии Кёнигсберга. Воины именно этой дивизии штурмовали и взяли форт № 3 «Кведнау» и форт № 2а «Барнино».
Боевые действия закончила выходом к Вислинскому заливу

## Подчинение
- Брянский фронт, 61-я армия — на 01.07.1943 года
- Брянский фронт, 50-я армия — на 01.10.1943 года
- Центральный фронт, 50-я армия — с 18.10.1943 года
- Белорусский фронт, 50-я армия — с 20.10.1943 года
- 1-й Белорусский фронт, 50-я армия, 121-й стрелковый корпус — с 24.02.1944 года
- Западный фронт, 50-я армия, 38-й стрелковый корпус — с 05.04.1944 года
- 2-й Белорусский фронт, 50-я армия, 38-й стрелковый корпус — с 23.04.1944 года
- 2-й Белорусский фронт, 50-я армия, 69-й стрелковый корпус — на 01.01.1945 года
- 3-й Белорусский фронт, Земландская группа войск, 50-я армия, 69-й стрелковый корпус — на 01.01.1945 года

## Состав
- 1287-й стрелковый полк
- 1289-й стрелковый полк
- 1291-й стрелковый полк
- 971-й артиллерийский полк
- 200-й отдельный истребительно-противотанковый дивизион
- 695-й отдельный зенитно-артиллерийский дивизион (274-я зенитная батарея)
- 470-я (140-я) разведывательная рота
- 463-й (165-й, 413-й) сапёрный батальон
- 162-й отдельный батальон связи (760-я, 859-я отдельная рота связи)
- 210-й медико-санитарный батальон
- 261-я отдельная рота химический защиты
- 187-я автотранспортная рота
- 262-я полевая хлебопекарня
- 19-й дивизионный ветеринарный лазарет
- 1753-я полевая почтовая станция
- 1710-я полевая касса Госбанка

## Командиры
- Артемьев, Сергей Константинович (10.05.1943 — 21.12.1943), полковник;
- Гужавин, Василий Андреевич (22.12.1943 — 15.07.1944), полковник;
- Тарасов, Сергей Михайлович (16.07.1944 — 09.05.1945), полковник

## Отличившиеся воины
- Борисевич, Иван Андреевич, старший сержант, командир орудия 971-го артиллерийского полка.
- Лебедев, Александр Павлович (18.11.1918 — 14.08.1943), снайпер, ответственный секретарь бюро комсомола 1287-го стрелкового полка, младший лейтенант. Герой Советского Союза. Звание присвоено 4.06.1943 (лично уничтожил с октября 1942 года по май 1943 года 307 солдат и офицеров врага, подготовил 45 снайперов, явился зачинателем снайперского движения в 110-й стрелковой дивизии и 105-й отдельной стрелковой бригаде
- Патрацкий, Александр Михайлович, старший сержант, помощник командира взвода 1291-го стрелкового полка.
- Скворцов, Дмитрий Филиппович, старший сержант, командир орудийного расчёта 971-го артиллерийского полка.
- Твердохлеб, Нестер Максимович, младший сержант, командир отделения 463-го отдельного сапёрного батальона.
- Фрадков, Ефим Борисович. Командир орудийного расчёта 971-го артиллерийского полка, старший сержант. Герой Советского Союза. Звание присвоено 29.06.1945 года за бои 4—28.02.1945 г. в районе деревень Гландау и Айхольц (Восточная Пруссия).

## Награды и наименования
- Почётное наименование «Верхнеднепровская» — присвоено приказом Верховного Главнокомандующего № 0189 от 10 июля 1944 года за отличие в боях при форсировании Днепра в его верховье.

Награды частей дивизии:
- 1287-й стрелковый Краснознамённый[2] полк
- 1289-й стрелковый Мазурский полк
- 1291-й стрелковый Ломжинский ордена Кутузова[3] полк
- 971-й артиллерийский ордена Суворова[2] полк
- 463-й отдельный сапёрный ордена Красной Звезды[3] батальон
- 162-й отдельный ордена Красной Звезды[3] батальон связи